# Hans Homberger
Hans Ernst Homberger (31. oktober 1908 - 26. januar 1986) var en schweizisk roer og dobbelt olympisk medaljevinder fra Schaffhausen, bror til Alex Homberger.
Homberger deltog i hele tre forskellige discipliner ved OL 1936 i Berlin. Han var med i schweizernes firer med styrmand, der vandt en sølvmedalje, samt i firer uden styrmand, hvor det blev til en bronzemedalje. Homberger udgjorde sammen med sin bror Alex, Hermann Betschart og Karl Schmid roerne i begge bådene, mens Rolf Spring var styrmanden i fireren med styrmand. Han var desuden en del af schweizernes otter ved de samme lege. Det var det eneste OL, han deltog i.
Homberger vandt desuden en EM-guldmedalje i firer uden styrmand i 1935.
Homberger var direktør for International Watch Company i hjembyen Schaffhausen fra 1955 og frem til 1978, hvor virksomheden blev solgt til VDO.

## OL-medaljer
- 1936:  Sølv i firer med styrmand
- 1936:  Bronze i firer uden styrmand